# 妖精角龙属
妖精角龙（属名：Gremlin，命名自同名神话生物）是纤角龙科角龙类恐龙的一个属，生存于大约7700万年前的晚白垩世坎帕阶。属下包括一个物种斯氏妖精角龙（Gremlin slobodorum），由迈克尔·瑞恩等人于2023年根据阿尔伯塔省老人组发现的一块顶骨所命名。本属可根据顶骨上自颅骨中线横向向外延伸至眼眶末端顶部的嵴而区别于其它纤角龙科。

## 发现与命名
妖精角龙正模标本TMP 2011.053.0027发现于加拿大阿尔伯塔省南部老人组的沉积物中。标本由可能因风化而前外侧边缘缺失的单个右顶骨组成。迈克尔·瑞恩（Michael J. Ryan）等人于2022年一篇会议摘要中将其暂时归入赤角龙，因为两者正模标本是在相同时期岩层中发现的。
2023年，瑞恩等人根据此化石遗骸描述了纤角龙科新属新种斯氏妖精角龙（Gremlin slobodorum）。属名“Gremlin”指一种喜欢制造麻烦的同名小型神话生物。种名“slobodorum”致敬对加拿大古生物研究贡献巨大并参与了标本发掘的艾德·斯洛博达（Ed Sloboda）及温迪·斯洛博达（Wendy Sloboda）。